# Harunobu Suzuki
Harunobu Suzuki (jap. 鈴木 春信 Suzuki Harunobu; ur. ok. 1725, zm. 1770) – japoński malarz, twórca ukiyo-e.
Pochodził przypuszczalnie z Kioto lub Edo. Uczył się sztuki drzeworytu u Shigenagi Nishimury. Opracował, wykorzystaną po raz pierwszy w 1765 roku, technikę druku wielobarwnego (nishiki-e). Wykonywał ilustracje do książek, ilustrowane kalendarze i erotyczne obrazki shunga. W swoich obrazach, cechujących miękkim rysunkiem, delikatnymi barwami i lirycznym nastrojem, przedstawiał obrazki z życia codziennego, świat młodych mężczyzn i kobiet.
Do uczniów Suzukiego należeli m.in.: Harushige Suzuki, Koryūsai Isoda i Masanobu Tanaka, a jego twórczość wywarła wpływ na rozwój szkoły ukiyo-e.

## Galeria

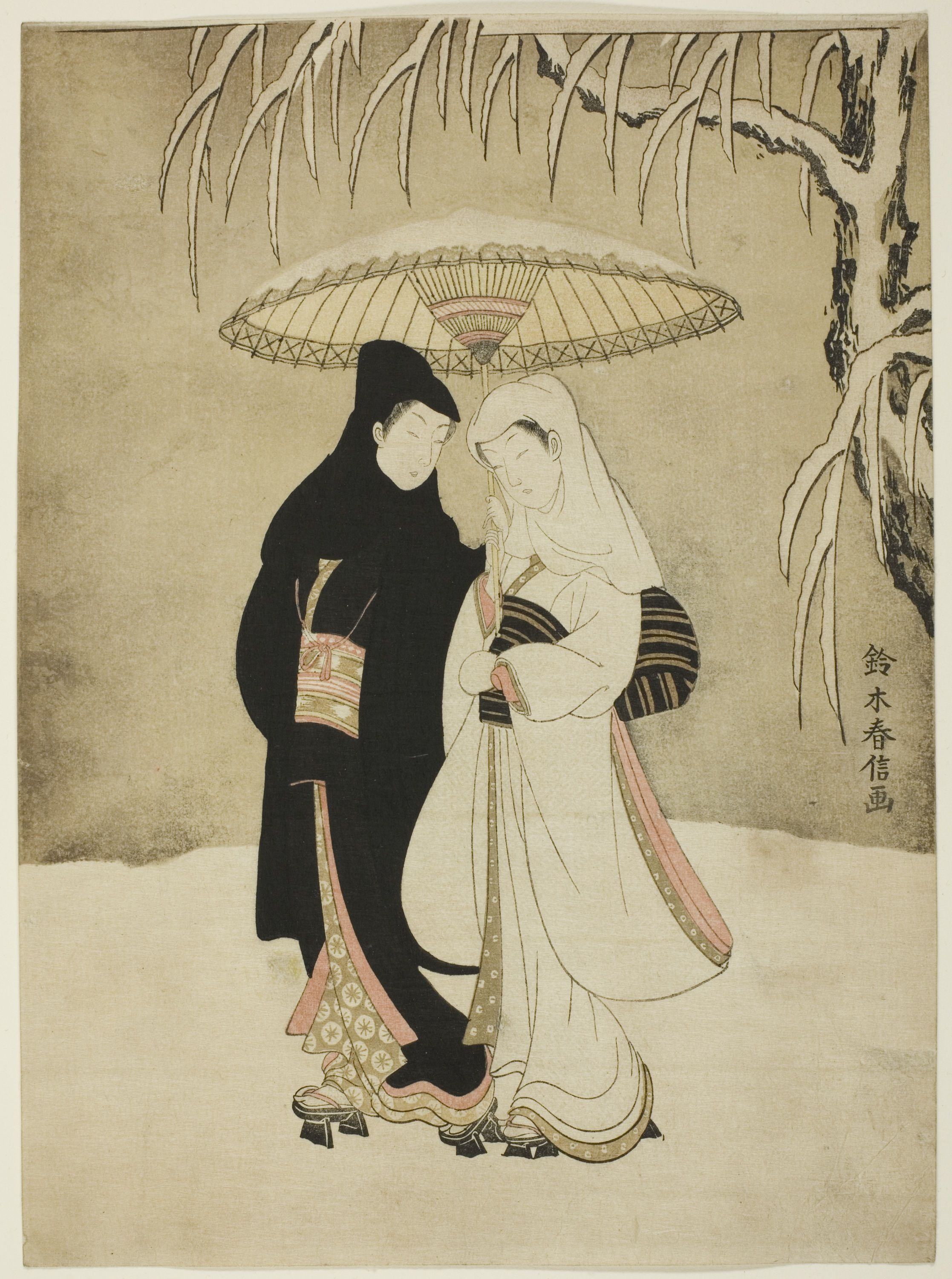
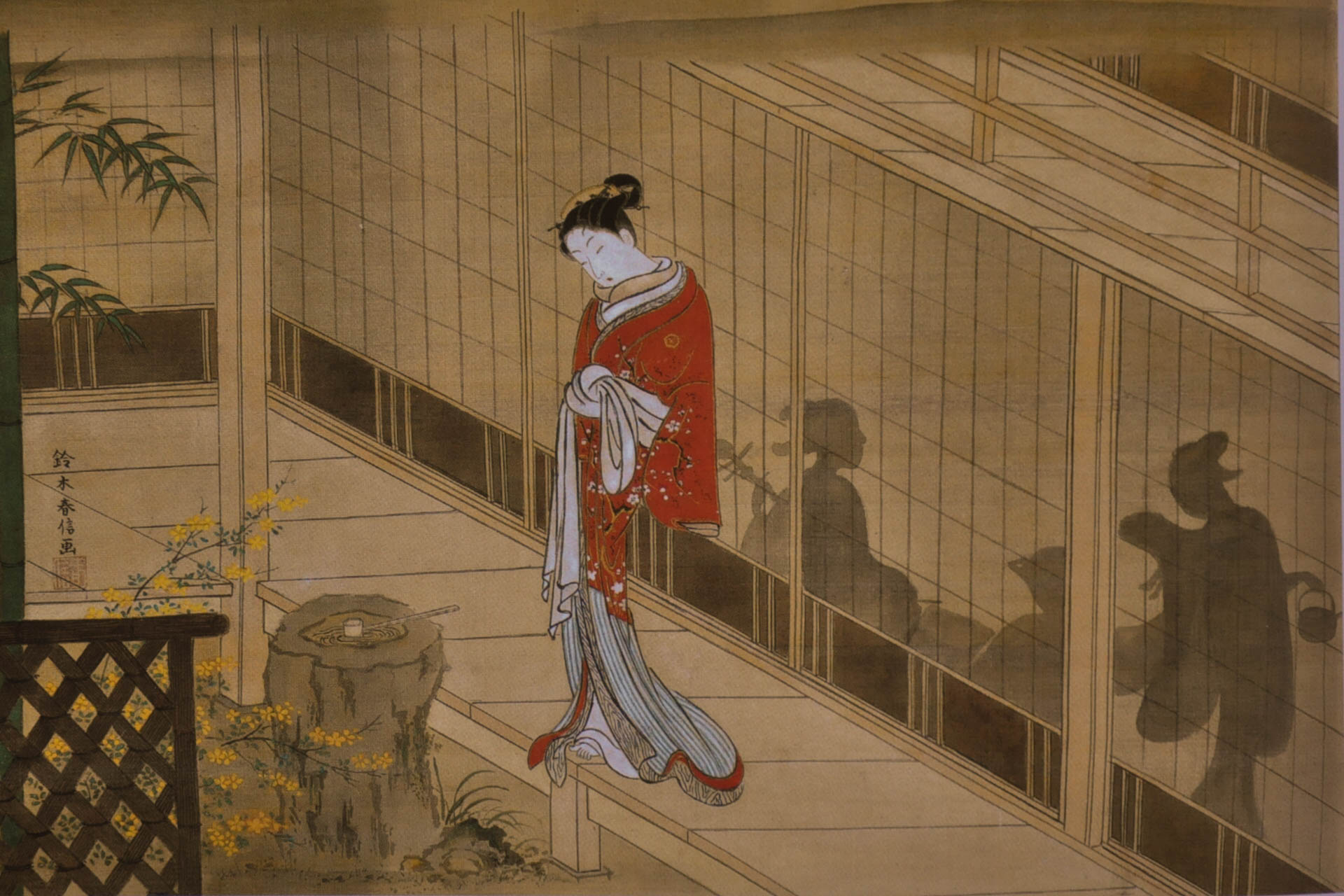
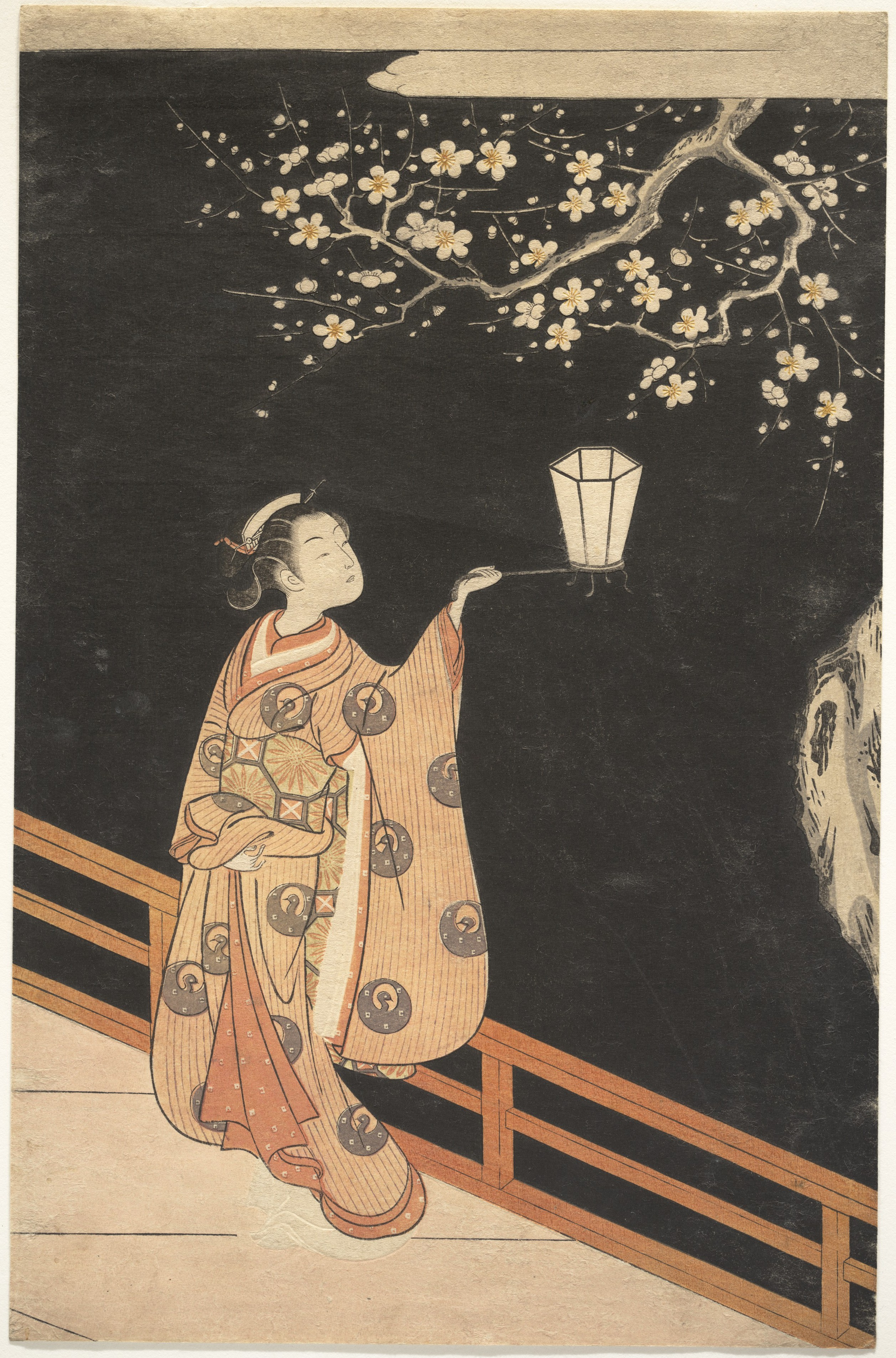
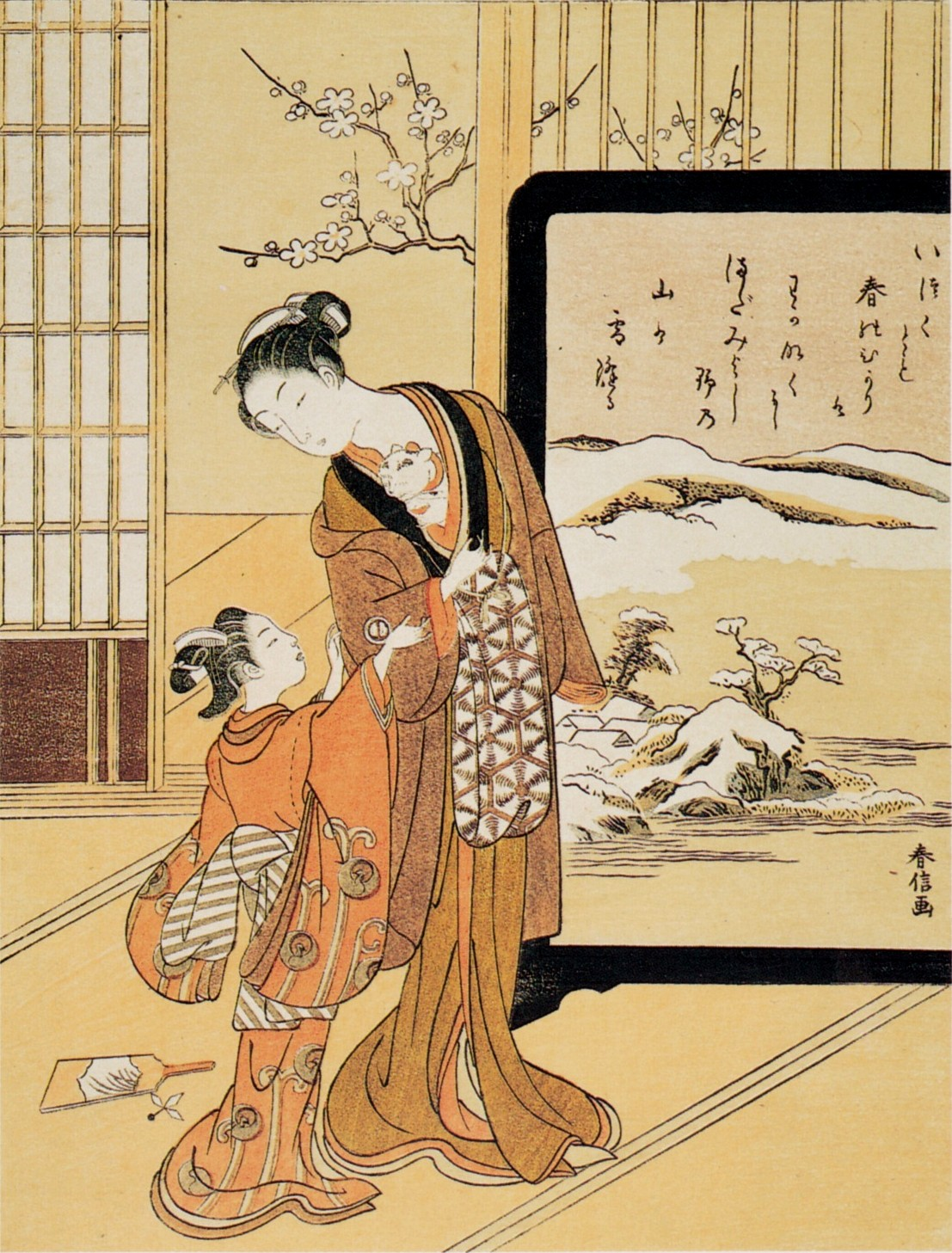